# Schwarziana mourei
Schwarziana mourei là một loài Hymenoptera trong họ Apidae. Loài này được Melo mô tả khoa học năm 2003.